# 2-Hydroxy-4-methylthiobuttersäure
2-Hydroxy-4-methylthiobuttersäure ist das racemische Hydroxyanalogon der natürlich vorkommenden schwefelhaltigen essentiellen proteinogenen Aminosäure L-Methionin. Die funktionelle Hydroxycarbonsäure HMTBA kann von Tieren aus dem Futter resorbiert und in L-Methionin umgewandelt werden, das die Proteinbildung fördert und zur Steigerung des Milcheiweißgehalts bei Wiederkäuern und zum schnelleren Wachstum anderer Tiere, z. B. Geflügel und Fische, eingesetzt wird.

## Vorkommen und Darstellung
Die erhebliche Bedeutung von Methionin-Ersatzstoffen in der Nutztierernährung hat zur Untersuchung mehrerer enzymatischer und chemischer Synthesewege geführt, von denen sich die erstmals 1956 patentierte Route über Methylmercaptopropionaldehyd MMP (durch Michael-Addition von Methylmercaptan an Acrolein) im industriellen Maßstab als Standardverfahren etabliert hat.
In einer Cyanhydrinsynthese addiert Blausäure HCN bei pH 7,5 praktisch quantitativ an MMP unter Bildung von 2-Hydroxy-4-methylthiobutyronitril (auch als MMP-Cyanhydrin oder MMP-CH bezeichnet). Die Cyanogruppe wird zunächst mit 65%iger Schwefelsäure bei 50 °C zur Amidgruppe und anschließend mit Wasser verdünnt und bei 90 °C zur Carboxygruppe hydrolysiert. Die Reaktionen zum MHA-Amid und weiter zur Säure MHA verlaufen ebenfalls mit sehr hoher Ausbeute zu > 98 % 2-Hydroxy-4-methylthiobuttersäure, die ca. 15 % MHA-Ester (so genannte MHA-Oligomere) – überwiegend das MHA-Dimer – enthalten.
Das Reaktionsprodukt ist eine gelbe bis braune viskose Lösung von MHA in Wasser, das äquimolare Mengen Ammoniumhydrogensulfat NH4HSO4 enthält, das mit Ammoniak oder Ammoniumhydroxid zu Ammoniumsulfat (NH4)2SO4 reagiert. Bei schonendem Entfernen des Wassers unter Vakuum entsteht eine Suspension mit kristallinem Ammoniumsulfat, aus der durch Extraktion, z. B. mit Aceton, das organische Produkt abgetrennt werden kann. Das vom Extraktionsmittel befreite Produkt ist eine gelb-braune Flüssigkeit, deren Viskosität stark vom Gehalt an Oligomeren abhängt.
Zur weiteren Reinigung kann die rohe Hydroxycarbonsäure  möglichst schonend (zur Vermeidung der Bildung von Oligomeren, die den Nährwert von HMB reduzieren) im Vakuum destilliert werden, wobei farblose und lagerstabile MHA erhalten wird.
In der industriellen Praxis wird die MHA-Synthese in einem kontinuierlichen Prozess durchgeführt.
Das bei der Cyanhydrinhydrolyse – ebenso wie bei der Hydrolyse von Acetoncyanhydrin zum Endprodukt Methacrylsäuremethylester MMA – in äquimolaren Mengen anfallende Ammoniumsulfat stellt bei anderen Verfahrensvarianten ein erhebliches Abwasser- bzw. Entsorgungsproblem dar. Das reine Ammoniumsulfat kann entweder als Düngemittel genutzt oder thermisch zu Ammoniak und Schwefelsäure zerlegt werden, die beide dem Prozess wieder zugeführt werden können.

## Eigenschaften
2-Hydroxy-4-methylthiobuttersäure ist eine gelbe bis braune, viskose Flüssigkeit mit stechendem schwefelartigem Geruch, die stark sauer reagiert (pH <1 in 100%iger Form).
Handelsübliche HMTBA ist ein auf 88 % Gehalt eingestelltes wässriges, fließfähiges Konzentrat, das weniger als 17 % Oligomere enthält und sich noch leicht auf granuliertes oder pelletiertes Tierfutter versprühen lässt. Bei längerer Lagerung entstehen aus MHA oligomere intermolekulare Ester, deren Konzentration bis auf ca. 50 % steigen kann.

## Anwendungen
DL-2-Hydroxy-4-methylthiobuttersäure wird nach Resorption im tierischen Organismus durch Oxidation zur α-Ketosäure und Transaminierung zur Aminosäure L-Methionin (Met) umgewandelt. Im Zellstoffwechsel spielt Met eine wichtige Rolle als Antioxidans und als Schwefelquelle, z. B. für die Aminosäure Cystein oder das Tripeptid Glutathion, oder als Methylgruppen-Donor, z. B. für Cholin, ist jedoch in vielen Futterquellen für Nutztiere nicht ausreichend vorhanden.
Während L-Methionin und das Racemat DL-Met durch aktiven Transport im Magen und Duodenum resorbiert wird, kann MHA sowohl durch aktiven Transport wie auch durch passive Diffusion absorbiert und im Wesentlichen in der Leber in L-Met metabolisiert werden.
Befunde aus umfangreichen Studien weisen darauf hin, dass 2-Hydroxy-4-methylthiobuttersäure eine brauchbare Quelle für die Proteinsynthese von Nicht-Wiederkäuern und Fischen darstellt, aber eine geringere biologische Wirksamkeit als DL-Methionin besitzt. Bei Wiederkäuern (Rindern, Schafen, Ziegen) wird MHA im Pansen langsamer abgebaut als DL-Met.
Die 88 %ige MHA soll auf Vergleichsbasis ca. 20 % billiger sein als DL-Methionin. Sie spart auf Grund ihrer Acidität Futterzusätze von organischen Säuren, z. B. Milchsäure, und hemmt das Wachstum von Pilzen und pathogenen Bakterien im Futter. Die Gabe von HMTBA führt zu einer geringeren Stickstoffausscheidung der damit gefütterten Tiere.
Das Calciumsalz der 2-Hydroxy-4-methylthiobuttersäure ist ein Feststoff mit vergleichbaren Wirkungen wie MHA.
Der als HMBi bezeichnete Isopropylester von HMB ist in flüssiger (95 % HMBi) und fester Form (57 % HMBi) verfügbar und wird im Pansen von Rindern langsamer und in geringerem Umfang abgebaut als die Säure MHA (und als DL-Met). Der Ester wird zu 50 % im Pansen verstoffwechselt und zu 50 % durch die Pansenwand absorbiert und in der Leber zu L-Met umgewandelt. Bei der Verabreichung an Milchkühe soll HMBi den Protein- und Fettgehalt erhöhen.

## Hersteller und Handelsnamen
2-Hydroxy-4-methylthiobuttersäure wird von Adisseo, einem Tochterunternehmen der ChemChina, unter dem Markennamen Rhodimet® AT 88, von Novus International Inc., einem Gemeinschaftsunternehmen der Mitsui & Co., Ltd. und der Nippon Sōda, unter dem Markennamen ALIMET® und von Sumitomo Chemical unter dem Markennamen SUMIMET™-L hergestellt und im Wesentlichen als Futtersupplement für Schweine, Geflügel und Tiere in Aquakulturen (Fische, Shrimps) vermarktet.
Der Isopropylester der 2-Hydrox-4-methylthiobuttersäure wird von Adisseo als MetaSmart® für Milchkühe vertrieben.
Das Calciumsalz der 2-Hydrox-4-methylthiobuttersäure wird von Adisseo als ADRY+® und Novus als MFP® für Tierfutter, sowie von Evonik unter dem REXIM®-Markennamen als DL-alpha-Hydroxymethionine, Calcium salt – zusammen mit L-Methionin und anderen Aminosäuren – zur Behandlung von chronischem Nierenversagen angeboten.